# Zeitz
Zeitz [cajc] (česky zastarale Žič, Žíč nebo Žičice) je město na jihu německé spolkové země Sasko-Anhaltsko. Nachází se na řece Bílý Halštrov asi 30 km jihozápadně od Lipska.

## Historie
První písemná zmínka o městě pochází z roku 967, kdy zde Ravennský synod rozhodl pod názvem Cici zřídit sídlo pohraniční marky a biskupství za účelem christianizace Polabských Slovanů. Biskupové však roku 1032 přesídlili do Naumburgu. Město mělo právo na opevnění, působil zde Georgius Agricola, autor prvního odborného spisu o hornictví. V roce 1652 vzniklo vévodství Sasko-Zeitz a Zeitz byl jeho hlavním městem do roku 1718, kdy vévodský rod vymřel po meči.
Rozvoj města nastal v důsledku průmyslové revoluce. V roce 1855 vznikl strojírenský závod ZEMAG (Zeitzer Eisengießerei und Maschinenbau AG), roku 1858 cukrovar a roku 1889 továrna na výrobu uhelných briket Herrmannschacht. Za druhé světové války působil ve městě koncern na výrobu syntetických paliv BRABAG, v němž pracovali převážně vězni koncentračního tábora Buchenwald. Byl mezi nimi maďarský spisovatel židovského původu Imre Kertész, který své zážitky popsal ve světoznámém románu Člověk bez osudu.
Po druhé světové válce bylo město významným průmyslovým centrem, byla postavena nová sídliště Zeitz-Ost a Völkerfreundschaft.
Dne 18. srpna 1976 se před kostelem sv. Michaela upálil evangelický farář Oskar Brüsewitz na protest proti diskriminaci věřících v NDR.

## Památky
Ve městě se nachází zámek Moritzburg, bývalá vévodská rezidence přestavěná na muzeum. Je zde také Dóm svatého Petra a Pavla z 10. století, kostel sv. Michaela z 12. století, gotická radnice, budova bývalé tržnice se zvonkohrou a pomník obětem fašismu z roku 1950. Ve městě sídlí divadlo  Kürbiskern, muzeum kočárků a Lutherova společnost.

## Rodáci
- Anna Magdalena Bachová (1701–1760) – zpěvačka, druhá manželka Johanna Sebastiana Bacha
- Clemens Denhardt (1852–1928) — cestovatel
- Ewald André Dupont (1891–1956) — filmový režisér
- Gotthard Handrick (1908–1978) — olympijský vítěz v moderním pětiboji
- Horst Wende (1919–1996) — hudební skladatel
- Heinz-Günther Lehmann (1923–2006) — plavec
- Manfred Kaiser (1929–2017) — fotbalista
- Jens Koeppen (* 1962) — politik

## Partnerská města
- Detmold (Severní Porýní-Vestfálsko)
- Tosu (Japonsko)
- Darchan (Mongolsko)
- Kaliningrad (Rusko)